# Актобе (Жетисайський район)
Актобе́ (каз. Ақтөбе) — село у складі Жетисайського району Туркестанської області Казахстану. Входить до складу Кизилкумський сільського округу.
У радянські часи село було частиною села Єнбекші.
Населення — 447 осіб (2021; 679 у 2009, 623 у 1999, 638 у 1989).